# Vladimir Veselica
Vladimir Veselica (Glavice kod Sinja, 23. siječnja 1938. − 11. prosinca 2013.), bio je hrvatski političar i ekonomist, poznati hrvatski proljećar.

## Životopis
Vladimir Veselica rodio se u Glavicama 1938. godine. Gimnaziju je pohađao u Sinju. 
Završio je Ekonomski fakultet u Zagrebu. Poslijediplomski je studij pohađao na Visokim europskim studijima u Strasbourgu. Na zagrebačkom Ekonomskom fakultetu doktorirao je 1969. godine ekonomiju na temu Utjecaj materijalnih i institucionalnih faktora na položaj i razvoj društvenih privreda socijalističkih republika i Jugoslavije (u komisiji je bio akademik Vladimir Stipetić). Radio je u Službi društvenog knjigovodstva, zatim je bio na Visokoj školi za vanjsku trgovinu. Nakon toga 1970. godine pokrenuo je i uređivao je Hrvatski gospodarski glasnik. Obnašao je rukovoditeljsku dužnost u Konstruktor-inženjeringu. 
Bio je sudionikom Plešivičkog sastanka tajnog inicijativnog skupa hrvatskih intelektualaca 19. siječnja 1989. godine na kojem je osnovan Hrvatski demokratski zbor, kasnija Hrvatska demokratska zajednica te još pet različitih stranaka.
4. studenoga 1989. godine je bio dijelom čelne skupine antikomunističkih disidenata i hrvatskih domoljuba u kojoj su još bili dr. Marko Veselica, Ivan Gabelica, a koja je osnovala Hrvatski demokratski savez (kasnija Hrvatska demokratska stranka). Neko je vrijeme bio u predsjednik te stranke. Nastupili su u HDS-u na parlamentarnim izborima 1990. kao dio Koalicije narodnog sporazuma. 
Osamostaljenjem RH bio je bio je ministar u 3. Vladi RH od 31. srpnja 1991. godine.
1996. godine uređivao je Hrvatsku gospodarsku reviju. Bio je člannom uredničkog odbora biblioteke Hrvatska gospodarska misao. Bio je redoviti sveučilišni profesor na zagrebačkom Ekonomskom fakultetu, gdje je bio i ravnatelj Znanstveno-istraživačkog centra Ekonomskog fakulteta.
Bio je predsjednik Hrvatskog društva ekonomista te član Izvršnog odbora Svjetskog društva ekonomista i ekonomskih znanosti. Veselica je neko vrijeme bio i član HDZ-a. 
2007. godine bio je članom nadzornog odbora Croatia Lloyda (bivšeg Zavoda za reosiguranje, osnovanog 1. siječnja 1968. godine, kasnije poznato pod imenom Slavija Lloyd).
Sudjelovao je u brojnim znanstvenim savjetovanjima i simpozijima, uključujući i tri Svjetska kongresa ekonomista, a bio je i član Izvršnog odbora Svjetskog društva ekonomista i ekonomskih znanosti. Svojim cjelokupnim radom i nastupima unaprijedio je ekonomsku znanost, davši značajan doprinos afirmaciji hrvatske ekonomske misli i znanosti.
Što se osobnog života tiče, bio je oženjen i imao je petero djece.

## Djela
Članke je objavio u Ekonomskom pregledu, Hrvatskoj gospodarskoj reviji, RRIF-u, Ekonomiji, EGE-u (Energetika, gospodarstvo, ekologija, etika), Tržištu, Stručnim informacijama za gospodarstvo i praksu, Poduzeću - banci, i inima.
Nepotpun popis:

### Autor
- Priručnik o vrijednosnim papirima : kategorije, institucionalne osnove, primjena u praksi, 1987.
- Vrijednosni papiri, 1988.
- Sustav plaćanja, tržište novca i kapitala i vrijedonosni papiri, (suautori Petar Vučić, Ante Matan), 1990.
- Financijski sustav u ekonomiji: financijski menedžment i politika, 1997. (godišnja državna nagrada za znanost)
- Misli i pogledi o razvoju Hrvatske, 1999. (suautor Dragomir Vojnić)
- Gospodarska i socijalna zbilja Hrvatske: stanje i perspektive, 2001.
- Ekonomika poduzeća: uvod u poslovnu ekonomiju, (suautor), 2002.
- Nepoznata istina o crnom danu za hrvatske domoljube 11. siječnja 1972., o udaru na Maticu hrvatsku i Hrvatsko proljeće, o Hrvatskoj danas, (prir. Vlatko Pavletić), 2002. (suautor)
- Eugen Kvaternik: Hrvatski glavničar i Vladimir Veselica: Ekonomski ogledi i pogledi Eugena Kvaternika, Ekonomski fakultet Sveučilišta u Zagrebu, Dom i svijet, Hrvatsko društvo ekonomista, Inženjerski biro d.d., Zagreb, 2005.[4]
- Ekonomski ogledi i pogledi Vladimira Veselice: financijski sustav u ekonomiji, ekonomski ogledi i pogledi Eugena Kvaternika, priručnik o vrijednosnim papirima, 2007.
- Globalizacija i nova ekonomija, 2007. (prevedena na engleski)
- Zlatno pero Vladimira Veselice: odabrane teme hrvatskih poduzetnika i obrtnika iz Zlatnih knjiga, 2007.
- Misli i pogledi, 2008.
- Rani radovi: i ostale aktualne teme iz gospodarskog i društveno-političkog života, 2010.
- Svekolika hrvatska kriza, 2012.

### Urednik
- 25. obljetnica boljševičkog udara i sjećanje na Hrvatsko proljeće: zbornik radova, (suurednici Slobodan Kaštela i Božidar Novak), 1997.
- Zlatna knjiga istaknutih hrvatskih obrtnika i samostalnih djelatnika 1999, Zavod za poslovna istraživanja, Zagreb, 1999.
- Zlatna knjiga najuspješnijih hrvatskih poduzetnika 99, Zavod za poslovna istraživanja, Zagreb, 2000.
- Zlatna knjiga istaknutih hrvatskih obrtnika i samostalnih djelatnika 2001, Zavod za poslovna istraživanja, Zagreb, 2001.
- Zlatna knjiga najuspješnijih hrvatskih poduzetnika 2001, Zavod za poslovna istraživanja, Zagreb, 2002.
- Zlatna knjiga najuspješnijih hrvatskih poduzetnika 2002, Zavod za poslovna istraživanja, Zagreb, 2003.

## Nagrade i priznanja
- Spomenica Domovinskog rata 1990. – 1992.
- Red Danice hrvatske s likom Blaža Lorkovića
- 1997.: Državna nagrada za znanost za knjigu Financijski sustav u ekonomiji
- 2006.: Red Danice hrvatske s likom Ruđera Boškovića